# Dolina Widawy
Dolina Widawy este o arie protejată (sit de importanță comunitară — SCI) din Polonia întinsă pe o suprafață de 2.279,23 ha, integral pe uscat.

## Localizare
Centrul sitului Dolina Widawy este situat la coordonatele 51°12′44″N 16°54′28″E / 51.2123°N 16.9078°E.

## Înființare
Situl Dolina Widawy a fost declarat sit de importanță comunitară în martie 2007 pentru a proteja 22 de specii de animale.

## Biodiversitate
Situată în ecoregiunea continentală, aria protejată conține 10 habitate naturale: Lacuri eutrofice naturale cu vegetație de tip Magnopotamion sau Hydrocharition, Râuri cu maluri nămoloase cu vegetație de Chenopodion rubri p.p. și Bidention p.p., Pajiști cu Molinia pe soluri calcaroase, turboase sau argilos-nămoloase (Molinion caeruleae), Liziere de ierburi înalte hidrofile de câmpie și de nivel montan până la alpin, Pajiști aluvionare inundabile, de Cnidion dubii, Fânețe de joasă altitudine (Alopecurus pratensis, Sanguisorba officinalis), Păduri de stejar și carpen Galio-Carpinetum, Păduri acidofile de stejar bătrân cu Quercus robur pe câmpii nisipoase, Păduri aluvionare cu Alnus glutinosa și Fraxinus excelsior (Alno-Padion, Alnion incanae, Salicion albae), Păduri mixte riverane de Quercus robur, Ulmus laevis și Ulmus minor, Fraxinus excelsior sau Fraxinus angustifolia, de-a lungul marilor râuri (Ulmenion minoris).
La baza desemnării sitului se află mai multe specii protejate:
- amfibieni (2): buhai de baltă cu burta roșie (Bombina bombina), triton cu creastă (Triturus cristatus)
- mamifere (5): liliac cârn (Barbastella barbastellus), castor (Castor fiber), vidră de râu (Lutra lutra), liliac de iaz (Myotis dasycneme), liliac comun (Myotis myotis)
- nevertebrate (9): croitorul mare al stejarului (Cerambyx cerdo), Cucujus cinnaberinus, fluturele de noapte (Eriogaster catax), fluturele flitirar (Euphydryas maturna), fluturele purpuriu (Lycaena dispar), Ophiogomphus cecilia, Osmoderma eremita, Phengaris nausithous, Phengaris teleius
- pești (6): avat (Aspius aspius), zvârluga (Cobitis taenia), țipar (Misgurnus fossilis), boarță (Rhodeus amarus), Romanogobio albipinnatus, dunăriță (Sabanejewia aurata)